# TT65
| M17 | Y5 · N35 | V30 |

| M17 | Y5 · N35 | V30 |

| M18 | W19 | N14 · Z1 |

| M18 | W19 | N14 · Z1 |

A thébai előkelők temetőjének Sejh Abd el-Kurna nevű dombjának keleti részén található TT65 eredetileg Hatsepszut királynő magas rangú befolyásos udvari tisztviselőjének, Nebamonnak szolgált volna végső nyughelyül. A Thutmoszida-korszak egyik legnagyobb sírjának készült, építését azonban nem fejezték be és valószínűleg Nebamont sem temették ide. 300 évvel később a - XX. dinasztia fáraója, IX. Ramszesz uralkodásának idején - egy pap, Imiszeba - "Amon templomi levéltárának vezetője" és "Amon emlékműveinek munkafelügyelője Karnakban" - szemelte ki magának a félbehagyott sziklasírt. Az új "tulajdonos" csodás faliképekkel díszíttette az átalakított komplexumot, amelyet Bács Tamás vezetésével az Eötvös Loránd Tudományegyetem egyiptológusai tárnak fel 1995 óta.